# Vilém Bohumír Hauner
Vilém Bohumír Hauner (23. června 1903, Praha – 9. října 1982) byl český neslyšící umělecký knihař.

## Život
Narodil se do rodiny vojenského historika Viléma J. J. Haunera (1877–1941) a Jitky Haunerové-Staňkové, rozené Richterové (20. července 1880 Vídeň – 16. dubna 1948 Praha). V dětství ohluchl v důsledku meningitidy. Vystudoval uměleckou knižní vazbu na Státní grafické škole v  Praze, a také se naučil anglicky, francouzsky a částečně německy.
Po dokončení studií pracoval dva roky v Paříži, kde se stal členem Mezinárodního salonu hluchých umělců. Navštívil též Spojené státy americké, pravděpodobně jako první český neslyšící   s popularizací nových metod edukace, mj. Gallaudetovu univerzitu ve Washingtonu.
Po návratu z Francie si otevřel vysněný vlastní ateliér pro uměleckou vazbu knih. Také se podílel na spolkovém životě neslyšících a stál u zrodu tenisového oddílu neslyšících LATECH.
Dopisoval si s neslyšící Němkou Gertrudou Jacobovou (11. prosince 1904 – 25. ledna 1996) ve francouzštině a v roce 1938 si ji vzal. Měli spolu dvě děti, starší syn Milan Hauner (1940–2022) byl světoznámým historikem na univerzitě ve Wisconsinu v USA, mladší Roland (1942–2007) zůstal v Praze v rodném domě a byl elektrotechnikem.
Za druhé světové války byl jeho otec 31. října 1941 zavražděn v Mauthausenu. Mladší bratr Edgar Stanislav Hauner (14. října 1906 – 8. června 1942) byl za odbojovou činnost zastřelen na střelnici v Kobylisích.

## Dílo
Díky popularitě své matky a jejích učebních osnov školy pro neslyšící se Hauner stal brzy mediálně známým a luxusní knižní vazby s plastickou dekorací u něj v období první republiky objednávaly i významné osobnosti jako prezident Tomáš Garrigue Masaryk.
Po převratu však již komunistický režim nedovolil V. B. Haunerovi aktivnější činnost, omezil se jen na běžnou knižní vazbu.